# Ptitjka
Ptitjka (ryska: Птичка) var tänkt att bli Sovjetunionens andra rymdfärja inom Buranprogrammet.
1989 hade man följande planer för Ptitjka:
- 1991 – första obemannade flygningen, flygtid 1–2 dagar.
- 1992 – andra obemannade flygningen, flygtid 7–8 dagar. Manövrer i omloppsbana och testinflygning mot rymdstation Mir.

Nytt program för 1991:
- December 1991 – andra obemannade flygningen, flygtid 7–8 dagar. Manövrer i omloppsbana och testinflygning mot rymdstation.
  - Automatisk dockning med Kristall-modulen på rymdstationen Mir.
  - Mirs besättning tar sig in i färjan, under 24-timmar testar de ett antal system, inklusive robotarmen i lastrummet.
  - Automatisk urkoppling och banändringar.
  - Den bemannade Sojuz-TM 101 dockar med färjan.
  - Sojuz besättning tar sig ombord på färjan och utför tester under 24 timmar.
  - Automatisk urkoppling och landning.

## Efter Sovjetunionens fall
Efter Sovjetunionens fall kom Ptitjka att tillhöra Kazakstan.